# 四海波站
四海波站（日语：／ Shikainami eki */?）是位於愛知縣知多郡武豐町大字冨貴字下石神，名古屋鐵道河和線的車站（廢站）。

## 歷史
在車站東邊的四海波海岸處設有笠松村落，該處有一些別墅。此站成為了通往該村落的玄關口。在四海波海岸處也設有龍宮海灘，但是在1959年（昭和34年）伊勢灣颱風吹襲下，由於損毀嚴重而開始衰落。後來，四海波海岸進行填海以便建設武豐火力發電廠，因此已經看不到昔日的景況。
由於車站附近的民居較少，因此車站使用人次一直較低。最後車站在1972年（昭和47年）被廢除，併入至鄰站布土站。在合併之際，布土站向此站一方遷移約900米。可是布土站也於2006年（平成18年）廢除。
- 1932年（昭和7年）7月1日 - 知多鐵道（日语：知多鉄道）成岩至河和口之間開通，此站啟用[4]。
- 1943年（昭和18年）2月1日 - 在合併後成為名古屋鐵道知多線的車站。
- 1948年（昭和23年）
  - 5月16日 - 路線名稱改為河和線。
  - 11月1日前 - 成為無人車站[5]。
- 1972年（昭和47年）4月1日 - 車站被廢除[4]。

## 車站構造
此站為地面車站，設有1面1線的單式月台。車站設有小型候車室。

## 相鄰車站
所屬路線與相鄰車站取自營業時代。
名古屋鐵道
知多線
■特急、■急行、■準急
通過
■普通
富貴－四海波－布土

## 注腳
1. 1 2  森靖雄（監）. . 樹林舎. 2012: 175. ISBN 978-4902731453 （日语）.
2. ↑  浦島太郎伝説 （页面存档备份，存于）（日語） - 武豐町觀光協會
3. ↑  武豊町誌編纂委員会（編）. . 武豊町. 1984: 795 （日语）.
4. 1 2 3  今尾惠介（監修）.  7 東海. 新潮社. 2008: 47. ISBN 978-4-10-790025-8 （日语）.
5. ↑  名古屋鉄道広報宣伝部（編）. . 名古屋鉄道. 1994: 873 （日语）.